# 新比洛烏西夫卡
47°24′41″N 31°25′26″E / 47.41139°N 31.42389°E
新比洛烏西夫卡（烏克蘭語：Новобілоусівка），是烏克蘭的村落，位於該國南部尼古拉耶夫州，由沃茲涅先斯克區負責管轄，面積0.28平方公里，海拔高度69米，2001年人口95，人口密度每平方公里339.3人。